# شرکت ساخت‌وساز هندوستان
شرکت ساخت‌وساز هندوستان (انگلیسی: Hindustan Construction Company) شرکت املاک هندی است، که در سال ۱۹۲۶ تأسیس شد.